# Gopaldas Parmanand Sippy
Gopaldas Parmanand Sippy (meist G. P. Sippy; * 14. September 1915 in Hyderabad; † 25. Dezember 2007 in Mumbai) war ein indischer Filmproduzent und -regisseur.

## Biografie
Sippy stammte aus der Provinz Sindh. Er wurde Anwalt und betrieb ein Restaurant in Karachi. Nach der Teilung Indiens zog er nach Bombay. Mit dem Film Sazaa startete er 1951 seine Karriere als Filmproduzent und gründete die Produktionsgesellschaft G.P Productions. Er produzierte unter anderem Amiya Chakrabortys Shahenshah (1953) und Raja Nenes Radha Krishna (1954). Ab 1955 führte Sippy auch selbst Regie. Ab seinem zweiten Film Marine Drive (1955) produzierte er unter der Firma Sippy Films, in der später auch seine Söhne Ramesh und Vijay arbeiteten.
Seit den 1960er Jahren arbeitete er ausschließlich als Produzent. Seine Produktion Brahmachari (1968) brachte ihm einen Filmfare Award für den besten Film. Mit Andaz (1971) begann eine anderthalb Jahrzehnte dauernde Zusammenarbeit zwischen Gopaldas Sippy als Produzent und seinem Sohn Ramesh Sippy als Regisseur. Es entstanden die Blockbuster Sholay (1975), Shaan (1980) und Sagar (1985).
Sippys Name tauchte auch in den 90er Jahren noch als Produzent auf und er war 2000 noch aktiv, obgleich die Firma mittlerweile von seinem Enkel Sascha Sippy geführt wird.

## Filmografie
- 1951: Sazaa
- 1953: Shahenshah
- 1954: Radha Krishna
- 1955: Adil-E-Jahangir (auch Regie)
- 1955: Marine Drive (auch Regie)
- 1956: Chandrakant (auch Regie)
- 1956: Shrimati 420 (auch Regie)
- 1958: Light House (auch Regie)
- 1958: 12 O'Clock
- 1959: Black Cat
- 1959: Bhai Bahen (auch Regie)
- 1961: Mr. India (auch Regie)
- 1965: Mere Sanam
- 1968: Brahmachari
- 1969: Bandhan
- 1971: Andaz
- 1972: Seeta Aur Geeta
- 1975: Sholay
- 1978: Trishna
- 1979: Ahsaas
- 1980: Shaan
- 1985: Sagar
- 1989: Bhrashtachar
- 1991: Patthar Ke Phool
- 1992: Raju Ban Gaya Gentleman
- 1994: Aatish: Feel the Fire
- 1995: Zamaana Deewana – Die Liebenden (Zamaana Deewana)
- 1997: Hameshaa